# Estadi Boy Konen
L'Estadi Boy Konen és un estadi luxemburguès d'esport al barri Cessange de la Ciutat de Luxemburg. Es troba a la intersecció de la Croix de Cessange: una sortida de l'autopista entre l'A4 i l'A6.
L'estadi s'utilitza per al rugbi a 15 i acull el Rugby Club Luxembourg, i a la selecció nacional de rugbi de Luxemburg.
Porta el nom de René Konen, (alies «Boy Konen») Ministre d'Obres Públiques sota el mandat del primer ministre Pierre Werner i membre de l'ajuntament de Luxemburg.